# Телесилла
Телесилла (грец. Τελέσιλλα) Аргосська — одна із дев'яти давньогрецьких ліричних поетес, яку прославляли Плутарх («De mulierum virtutibus», c. 4) і Павсаній («Graeciae descriptio», II, 20, 8) за хоробрість та патріотизм, показані нею на війні Аргоса зі Спартою.
Коли аргосці зазнали поразки від спартанського царя Клеомена (510 до н. е.), Телесилла зібрала рабів, озброїла всіх, хто по молодості чи старості не носив зброї, а також жінок, і вступила в бій зі спартанцями, які відступили перед цією слабкою армією і віддалились. Інші письменники (Євсевій) відносять Телесиллу до першої половини V століття до н. е. В Аргосі у храмі Афродіти перед статуєю богині на чотиристоронній мармуровій колоні було вирізьблено рельєфне зображення поетеси: коло її ніг лежав сувій, а сама вона тримала в руці шолом, на який дивилася, наче бажаючи його надягнути на голову. Як поетеса Телесилла прославилась хоровими піснями (парфеніями і стазіотичними).